# ویکتور یورگنسن
ویکتور یورگنسن (انگلیسی: Victor Jörgensen; ۱۲ ژوئن ۱۹۲۴ – ۲۹ اوت ۲۰۰۱) بوکسور اهل دانمارک بود.